# 坎氏似彎線䲁
坎氏似彎線䲁（學名：Helcogrammoides cunninghami），為輻鰭魚綱䲁形目三鰭䲁科似彎線䲁屬的一個種，1898年，弗雷德里克·亞當·史密特 (Frederik Adam Smitt)描述了這種魚，他以蘇格蘭博物學家羅伯特·奧利弗·坎寧安 (Robert Oliver Cunningham，1841-1918)的名字為其命名，分布於東南太平洋與西南大西洋的南美洲最南端海域，深度可達20公尺，體長可達6.2公分，棲息在沿海岩石海岸，雌魚產附著性卵在藻類築的巢，雄魚會守護卵，幼魚為浮游性，生活習性不明。